# گوییدو رومانو
گوییدو رومانو (ایتالیایی: Guido Romano؛ ۳۱ ژانویهٔ ۱۸۸۸ – ۱۸ ژوئن ۱۹۱۶) ژیمناست هنری اهل ایتالیا بود.